# Sigma Hidridi
Sigma Hidridi so šibek meteorski roj z radiantom v ozvezdju Vodne kače. Odkrila sta jih  Richard E. McCrosky in Annette Posen. Večinoma so meteorji hitri. Približno 20 % jih je rumenih.